# Irene di Spilimbergo
Irene di Spilimbergo (Spilimberc, 17 d'octubre de 1538 - Venècia, 15 de desembre de 1559) va ser una pintora i poeta italiana del Renaixement, deixebla de Ticià.

## Biografia
Va néixer a Spilimberc (a la província de Pordenone, al Friül), un petit poble a uns trenta quilòmetres al nord-oest d'Údine. Irene era la segona filla del Comte Adriano di Spilimbergo i de l'aristòcrata Giulia Da Ponte, pertanyent a una influent família veneciana. Dos anys després de la mort d'Irene, Dionigi Atanagi va publicar la Vita di Irene da Spilimbergo, un melancòlic relat de la breu existència d'una noia d'origen noble, culta i refinada, morta als dinou anys d'una malaltia imprevista i misteriosa, on reuneix la informació arribada fins avui. El llibre contenia també una antologia poètica, oferta ad memoriam amb 279 poesies escrites en italià i 102 en llatí. Alguns autors eren anònims, uns altres en canvi eren personalitats notables actives en l'àmbit venecià, vinculades sobretot a l'Accademia della Fama, però també de Florència o de Ferrara, de Roma i de Nàpols, com Luigi Tansillo, Angelo di Costanzo, Benedetto Varchi, Laura Battiferri, Lodovico Dolce, Gian Francesco Alois, Laura Terracina, Bernardo Tasso, Torquato Tasso i Tiziano Vecellio.
El comte Gaetano di Spilimbergo, que coneixia el llatí, l'hebreu i el grec, es va ocupar de l'educació intel·lectual de les seves filles Irene i Emilia. Irene va destacar aviat, assimilant de manera ràpida els ensenyaments. A Spilimberc va aprendre els primers rudiments del dibuix d'una mestra anomenada Campaspe. Vivia al castell, des del qual s'albirava una magnífica vista al riu Tagliamento i als Alps Càrnics.

### A Venècia
Mort el pare quan Irene tenia deu anys, la mare es va tornar a casar i Irene va anar a viure amb el seu avi matern Zuan (o Gian) Paulo da Ponte, a Venècia, el qual es va fer càrrec de planificar la seva formació. A més d'instruir-se a la biblioteca familiar, i com era costum en les famílies de la noblesa veneciana, va rebre classes de música i  literatura, a més de dansa i costura.
Familiars de  Zuan Paulo da Ponte eren Pietro Bembo, Ticià i Francesco Sansovino, que des de 1527 vivia a Venècia. Atreta per les converses dels intel·lectuals que freqüentaven el palau, aprenia de tots ells, però sobretot li interessava l'art de Ticià. Irene di Spilimbergo va ser admesa en el taller del mestre, que li va aconsellar que prengués com a referència Giovanni Bellini, per la dolçor dels rostres de les seves Madonnes. La jove alumna va pintar tres quadres, citats pel comte Fabio de Maniago: Noè entra a l'arca, Diluvi Universal i Fugida a Egipte, tots inspirats en l'estil de Sofonisba Anguissola, avui perduts.
Irene di Spilimbergo també escrivia poesies i cançons en prosa, però tot el seu repertori literari s'ha perdut. Atacada per una febre violenta, després de vint dies d'agonia va morir a l'edat de dinou anys. En queda un retrat, atribuït a Ticià, o a Gian Paolo Pace, un seguidor del mestre.

### Un llibret d'òpera
En 1907 Pietro Mascagni va expressar el desig de musicar un llibret d'òpera sobre la vida d'Irene di Spilimbergo. L'escriptora vienesa Tussi Will, coneguda amb el pseudònim de Wilda, va escriure en alemany aquest llibret, compost d'un pròleg i dos actes. Mascagni el va fer traduir, però després el text es va perdre.